# Phạm Tuân
Phạm Tuân (Thái Bình, 14 februari 1947) is een Vietnamees voormalig ruimtevaarder. Tuân zijn eerste en enige ruimtevlucht was Sojoez 37 en begon op 23 juli 1980. Doel van deze missie was een koppeling uitvoeren met ruimtestation Saljoet 6 en aan boord experimenten uitvoeren. 
In 1979 werd Tuân geselecteerd om te trainen als astronaut. In 1980 ging hij als astronaut met pensioen en ontving hij de titel Held van de Sovjet-Unie en de Leninorde. Hij werd met zijn vlucht in 1980 de eerste Vietnamees in de ruimte. 